# Список птиц Японии (воробьиные)
Ниже приведён список птиц отряда воробьинообразных Японии. 
Следующие теги были использованы для выделения нескольких категорий, но не все виды относятся к одной из этих категорий. Те, которые не являются часто встречающимися видами.
- (A) Accidental — вид, который редко или случайно встречается в Японии.
- (E) Endemic — вид, эндемичный для Японии.
- (I) Introduced — вид, ввезённый в Японию, как следствие прямых или косвенных действий человека.

## Белоглазковые
- Буробокая белоглазка, Zosterops erythropleurus, 朝鮮目白, Тё:сэн мэдзиро (A)
- Японская белоглазка, Zosterops japonicus, 目白, 繍眼児, мэдзиро

## Бюльбюлевые
- Короткопалый бюльбюль, Ixos amaurotis, 鵯, хиёдори
- Китайский настоящий бюльбюль, Pycnonotus sinensis, 白頭, сирогасира

## Воробьиные
- Полевой воробей, Passer montanus, 雀, судзумэ
- Рыжий воробей, Passer rutilans, 入内雀, ню:най-судзумэ

## Врановые
- Ворон, Corvus corax, 渡鴉, ватари-гарасу
- Чёрная ворона, Corvus corone, 嘴細烏, хасибосо-гарасу
- Голубая сорока, Cyanopica cyana, 尾長, онага
- Даурская галка, Corvus dauuricus, 黒丸鴉, кокумару-гарасу
- Грач, Corvus frugilegus, 深山鴉, мияма-гарасу
- Большеклювая ворона, Corvus macrorhynchos, 嘴太烏, хасибуто-гарасу
- Галка, Corvus monedula, 西黒丸鴉, Ниси-Кокумару-гарасу (A)
- Блестящий ворон, Corvus splendens, 家鴉, иэгарасу (A)
- Сойка, Garrulus glandarius, 橿鳥, 懸巣, 鵥, какэсу
- Украшенная сойка, Garrulus lidthi, 瑠璃橿鳥, харикакэсу (E)
- Кедровка, Nucifraga caryocatactes, 星鴉, хосигарасу
- Сорока, Pica pica, 鵲, касасаги (I)

## Вьюрковые
- Чечётка, Acanthis flammea, 紅鶸, бэнихива
- Тундряная чечётка, Acanthis hornemanni, 小紅鶸, кобэнихива (A)
- Чиж, Carduelis spinus, 真鶸, махива
- Обыкновенная чечевица, Carpodacus erythrinus, 赤猿子, акамасико
- Сибирская чечевица, Carpodacus roseus, 大猿子, о:масико
- †Бонинский дубонос, Carpodacus ferreorostris, 小笠原猿子, Огасавара-масико
- Китайская зеленушка, Chloris sinica, 河原鶸, каварахива
- Обыкновенный дубонос, Coccothraustes coccothraustes, 鴲, симэ
- Малый черноголовый дубонос, Eophona migratoria, 小鵤, 小斑鳩, коикару
- Большой черноголовый дубонос, Eophona personata, 鵤, 桑鳲, икару
- Вьюрок, Fringilla montifringilla, 獦子鳥, 花鶏, атори
- Сибирский вьюрок, Leucosticte arctoa, 萩猿子, хагимасико
- Клёст-еловик, Loxia curvirostra, 交喙, 鶍, исука
- Белокрылый клёст, Loxia leucoptera, 鳴交喙, 鳴鶍, накиисука (A)
- Обыкновенный щур, Pinicola enucleator, 銀山猿子, гиндзан-масико
- Снегирь, Pyrrhula pyrrhula, 鷽, усо
- Урагус, Uragus sibiricus, 紅猿子, бэнимасико

## Вьюрковые ткачики
- Острохвостая бронзовая амадина, Lonchura striata, 腰白金腹, косидзиро-кимпара

## Длиннохвостые синицы
- Длиннохвостая синица, Aegithalos caudatus, 柄長, энага

## Дроздовые
- Пёстрый дрозд, Zoothera dauma
- Zoothera major (E)
- Сибирский дрозд, Zoothera sibirica
- Бонинский земляной дрозд, Zoothera terrestris
- Белобрюхий дрозд, Turdus cardis
- Островной дрозд, Turdus celaenops (E)
- Золотистый дрозд, Turdus chrysolaus
- Сизый дрозд, Turdus hortulorum (A)
- Белобровик, Turdus iliacus (A)
- Чёрный дрозд, Turdus merula (A)
- Рыжий дрозд, Turdus naumanni
- Оливковый дрозд, Turdus obscurus
- Бледный дрозд, Turdus pallidus
- Певчий дрозд, Turdus philomelos (A)
- Рябинник, Turdus pilaris (A)
- Краснозобый дрозд, Turdus ruficollis (A)
- Деряба, Turdus viscivorus (A)

## Дронговые
- Чёрный дронго, Dicrurus macrocercus (A)

## Жаворонковые
- Полевой жаворонок, Alauda arvensis
- Японский жаворонок, Alauda japonica (E)
- Малый жаворонок, Calandrella brachydactyla
- Солончаковый жаворонок, Calandrella cheleensis (A)
- Рогатый жаворонок, Eremophila alpestris
- Двупятнистый жаворонок, Melanocorypha bimaculata (A)

## Завирушковые
- Альпийская завирушка, Prunella collaris
- Сибирская завирушка, Prunella montanella (A)
- Японская завирушка, Prunella rubida

## Иволговые
- Китайская черноголовая иволга, Oriolus chinensis

## Корольковые
- Желтоголовый королёк, Regulus regulus

## Короткокрылые камышовки
- Horornis diphone
- Короткохвостка, Urosphena squameiceps (A)

## Крапивниковые
- Крапивник, Troglodytes troglodytes

## Ласточковые
- Городская ласточка, Delichon urbicum (A)
- Рыжепоясничная ласточка, Hirundo daurica
- Деревенская ласточка, Hirundo rustica
- Коричневогорлая ласточка, Hirundo tahitica
- Береговушка, Riparia riparia

## Ласточковые сорокопуты
- Белобрюхий артам, Artamus leucorhynchus (A)

## Личинкоедовые
- Траурный сорокопутовый личинкоед, Coracina melaschistos (A)
- Серый личинкоед, Pericrocotus divaricatus
- Pericrocotus tegimae (E)

## Медососовые
- Apalopteron familiare (E)

## Мухоловковые
- Синяя мухоловка, Cyanoptila cyanomelana
- Японская зарянка, Erithacus akahige
- Черногорлая зарянка, Erithacus komadori (размножающийся эндемик)
- Ficedula albicilla
- Соловей-красношейка, Luscinia calliope
- Синий соловей, Luscinia cyane
- Таёжная мухоловка, Ficedula mugimaki
- Японская мухоловка, Ficedula narcissina
- Luscinia sibilans
- Варакушка, Luscinia svecica
- Даурская желтоспинная мухоловка, Ficedula zanthopygia
- Monticola gularis (A)
- Синий каменный дрозд, Monticola solitarius
- Muscicapa ferruginea (A)
- Пестрогрудая мухоловка, Muscicapa griseisticta
- Ширококлювая мухоловка, Muscicapa latirostris
- Сибирская мухоловка, Muscicapa sibirica
- Каменка-плясунья, Oenanthe isabellina (A)
- Пустынная каменка, Oenanthe deserti (A)
- Каменка-плешанка, Oenanthe pleschanka (A)
- Обыкновенная каменка, Oenanthe oenanthe
- Сибирская горихвостка, Phoenicurus auroreus
- Горихвостка-чернушка, Phoenicurus ochruros (A)
- Серый чекан, Saxicola ferreus (A)
- Сибирский черноголовый чекан, Saxicola maura
- Синехвостка, Tarsiger cyanurus
- Чёрная райская мухоловка, Terpsiphone atrocaudata

## Овсянковые
- Дубровник, Emberiza aureola
- Красноухая овсянка, Emberiza cioides
- Обыкновенная овсянка, Emberiza citrinella (A)
- Желтобровая овсянка, Emberiza chrysophrys
- Желтогорлая овсянка, Emberiza elegans
- Ошейниковая овсянка, Emberiza fucata
- Садовая овсянка, Emberiza hortulana (A)
- Белошапочная овсянка, Emberiza leucocephalos
- Черноголовая овсянка, Emberiza melanocephala (A)
- Полярная овсянка, Emberiza pallasi (A)
- Овсянка-крошка, Emberiza pusilla
- Овсянка-ремез, Emberiza rustica
- Рыжая овсянка, Emberiza rutila
- Камышовая овсянка, Emberiza schoeniclus
- Седоголовая овсянка, Emberiza spodocephala
- Японская овсянка, Emberiza sulphurata (E)
- Черногорлая овсянка, Emberiza tristrami
- Сизая овсянка, Emberiza variabilis
- Рыжешейная овсянка, Emberiza yessoensis
- Passerculus sandwichensis (A)
- Пестрогрудая овсянка, Passerella iliaca (A)
- Чернобровая зонотрихия, Zonotrichia atricapilla (A)
- Белоголовая зонотрихия, Zonotrichia leucophrys (A)

## Оляпковые
- Бурая оляпка, Cinclus pallasii

## Пеночковые
- Пеночка-таловка, Phylloscopus borealis
- Светлоголовая пеночка, Phylloscopus coronatus
- Камчатская пеночка, Phylloscopus examinandus
- Бурая пеночка, Phylloscopus fuscatus (A)
- Иджимская пеночка, Phylloscopus ijimae (размножающийся эндемик)
- Пеночка-зарничка, Phylloscopus inornatus
- Корольковая пеночка, Phylloscopus proregulus (A)
- Толстоклювая пеночка, Phylloscopus schwarzi (A)
- Бледноногая пеночка, Phylloscopus tenellipes
- Phylloscopus xanthodryas (размножающийся эндемик)

## Питтовые
- Питта-нимфа, Pitta nympha
- Черноголовая питта, Pitta sordida (A)

## Пищуховые
- Обыкновенная пищуха, Certhia familiaris

## Поползневые
- Обыкновенный поползень, Sitta europaea

## Ремезовые
- Китайский ремез, Remiz consobrinus

## Сверчковые
- Сахалинский сверчок, Locustella amnicola
- Певчий сверчок, Locustella certhiola (A)
- Таёжный сверчок, Locustella fasciolata
- Пятнистый сверчок, Locustella lanceolata
- Охотский сверчок, Locustella ochotensis
- Японский сверчок, Megalurus pryeri

## Свиристелевые
- Обыкновенный свиристель, Bombycilla garrulus
- Амурский свиристель, Bombycilla japonica

## Синицевые
- Белая лазоревка, Cyanistes cyanus (A)
- Восточная синица, Parus minor
- Московка, Periparus ater
- Буроголовая гаичка, Poecile montanus
- Черноголовая гаичка, Poecile palustris
- Sittiparus olivaceus
- Sittiparus owstoni
- Тиссовая синица, Sittiparus varius

## Скворцовые
- Хохлатая майна, Acridotheres cristatellus (A)
- Японский скворец, Agropsar philippensis
- Agropsar sturninus (A)
- Серый скворец, Sturnus cineraceus
- Розовый скворец, Sturnus roseus (A)
- Красноклювый скворец, Sturnus sericeus (A)
- Китайский скворец, Sturnia sinensis
- Обыкновенный скворец, Sturnus vulgaris

## Славковые
- Sinosuthora webbiana (A)

## Сорокопутовые
- Японский сорокопут, Lanius bucephalus
- Сибирский жулан, Lanius cristatus
- Серый сорокопут, Lanius excubitor
- Длиннохвостый сорокопут, Lanius schach (A)
- Клинохвостый сорокопут, Lanius sphenocercus (A)
- Тигровый сорокопут, Lanius tigrinus

## Трясогузковые
- Краснозобый конёк, Anthus cervinus
- Пятнистый конёк, Anthus hodgsoni
- Конёк Годлевского, Anthus godlewskii (A)
- Сибирский конёк, Anthus gustavi (A)
- Степной конёк, Anthus richardi
- Горный конёк, Anthus spinoletta
- Лесной конёк, Anthus trivialis (A)
- Древесная трясогузка, Dendronanthus indicus
- Белая трясогузка, Motacilla alba
- Горная трясогузка, Motacilla cinerea
- Желтоголовая трясогузка, Motacilla citreola (A)
- Жёлтая трясогузка, Motacilla flava
- Японская трясогузка, Motacilla grandis

## Усатые синицы
- Усатая синица, Panurus biarmicus (A)

## Цистиколовые
- Веерохвостая цистикола, Cisticola juncidis

## Acrocephalidae (Камышовковые)
- Дроздовидная камышовка, Acrocephalus arundinaceus
- Пёстроголовая камышовка, Acrocephalus bistrigiceps
- Толстоклювая камышовка, Iduna aedon (A)

## Calcariidae (Подорожниковые)
- Лапландский подорожник, Calcarius lapponicus
- Пуночка, Plectrophenax nivalis